# Chiranjeevi
Chiranjeevi (ur. 22 sierpnia 1955) – indyjski aktor i polityk.

## Życiorys
Urodził się w wiosce Mogalthur w dystrykcie West Godavari, we współczesnym stanie Andhra Pradesh. Rozpoznawalność zdobył pod przyjętym pseudonimem, na świat przyszedł jako Konidela Siva Sankara Vara Prasad. Kształcił się w CSR Sharma Junior College w Ongole, następnie zaś w YN College w Naraspurze. W 1976 przeniósł się do Ćennaj, gdzie podjął studia w Madraskim Instytucie Filmowym. Występował w amatorskich przedstawieniach teatralnych. Jego pierwszy znaczący występ publiczny miał miejsce w pokazie tanecznym zorganizowanym w ramach parady z okazji Dnia Republiki z 1976. Zadebiutował w kinie dzięki filmowi Punadhirallu (1979). Jego pierwszym obrazem, który doczekał się premiery, był jednak Pranam Khareedu (1978). W początkach kariery aktorskiej pojawił się w filmach w reżyserii Bapu (Mana Voori Pandavulu, 1978) i K. Balachandera (Idi Katha Kaadu, 1979, 47 Rojulu, 1981). Intlo Ramayya Veedhilo Krishnayya (1982), w którym obsadzono go w roli głównej odniósł spektakularny sukces. Punktem zwrotnym w jego karierze stał się jednak dopiero Khaidi (1983). To po jego premierze zaczął być powszechnie uznawany za gwiazdę kina telugu.
Wizerunek sceniczny Chiranjeeviego opiera się na przesyconych przemocą thrillerach opowiadających o świecie przestępczym. Aktor wciela się w nich w role osób najczęściej albo mających problemy z prawem, albo przynajmniej znajdujących się na policyjnych listach osób skłonnych do użycia przemocy i z tego względu wymagających stałej obserwacji. Tego typu produkcje uczyniły go jedną z najlepiej opłacanych gwiazd indyjskiego kina lat 80. i 90. XX wieku. Niektóre z przebojów kasowych z jego udziałem z tamtego okresu to Abhilasha (1983), Challenge (1984), Pasivadi Pranam (1987), Attaku Yamudu Ammayiki Mogudu (1989), Jagadeka Veerudu Athiloka Sundari (1990), Kodama Simham (1990), Gang Leader (1991), Rowdy Alludu (1991) i Gharana Mogudu (1992). Z okresu nieco późniejszego pochodzą z kolei takie filmy jak Master (1997), Bavagaru Bagunnara? (1998), Choodalani Vundi (1998), Sneham Kosam (1999) czy też Indra (2002).
Ogromna popularność aktora skłoniła go do zaangażowania się w życie polityczne. Początkowo (2008) uczynił to w ramach własnej socjaldemokratycznej partii Praja Rajyam. Później połączył ją z Indyjskim Kongresem Narodowym (INC). Zasiadał w Zgromadzeniu Ustawodawczym rodzinnego stanu, następnie zaś w izbie wyższej indyjskiego parlamentu federalnego. W latach 2012–2014 był ministrem w rządzie premiera Manmohana Singha. Odpowiadał za kwestie związane z kulturą i turystyką. Za swoją działalność artystyczną był wielokrotnie nagradzany. Otrzymał przyznawane przez indyjski rząd federalny ordery, kolejno Padmę Bhushan (2006) i Padmę Vibhushan (2024). Jest również laureatem nagród Nandi oraz Filmfare dla najlepszego aktora.